# Perilissus rufoniger
Perilissus rufoniger là một loài tò vò trong họ Ichneumonidae.